# 1979 w muzyce
Wydarzenia muzyczne w 1979 roku.

## Wydarzenia
- Kontynuacja Ery Disco, powstaje drugi film dyskotekowy Thank God, It's Friday; Ważniejsze przeboje w stylu Disco to: „Bad Girl” Donny Summer, „Que Sera Mi Vida” Gibson Brothers, „Good Times” Chic, „I Love The Night Life” Alicia Bridges, „We Are Family” Sister Sledge i „Boogie Wonderland”, „After The Love Is Gone” Earth, Wind & Fire. Laserowe efekty świetlne w użyciu w dyskotekach, ponadto wydawane są specjalne czasopisma i książki
- 2 kwietnia – 13 maja – pierwsza i jedyna trasa koncertowa Kate Bush, zatytułowana The Tour of Life
- Grupa Queen wyjeżdża na pięciomiesięczną trasę koncertową (styczeń-maj) po Europie i Japonii, promującą album Jazz wydany w listopadzie 1978 roku
- 18 sierpnia – zespół Queen wystąpił na Saarbrucken festival
- 13 września – pierwszy występ zespołu ABBA w USA
- 1 listopada – pierwsze tournée gospelowe Boba Dylana
- W grudniu zespół Queen wyjeżdża na trasę koncertową Crazy Tour po Anglii. Ostatni koncert należał do serii Concert for Kampuchea
- powstał czeski zespół Psí vojáci
- powstał szwedzki zespół Europe
- powstał polski zespół Kat
- powstał zespół Venom
- Funkowy zespół The Sugarhill Gang pobija listy przebojów piosenką „Rapper’s Delight” – pierwszym rapowanym utworem

## Urodzili się
- 1 stycznia – Gisela, hiszpańska piosenkarka
- 2 stycznia
  - Sławek Jaskułke, polski pianista jazzowy, kompozytor muzyki fortepianowej, orkiestrowej, teatralnej i filmowej, aranżer, producent muzyczny
  - Marcin Zabrocki, polski autor tekstów i kompozytor, producent, multiinstrumentalista
- 3 stycznia – Koit Toome, estoński piosenkarz i aktor musicalowy
- 4 stycznia – Jeph Howard, amerykański basista, członek grupy The Used
- 6 stycznia – Christina Chanée, tajsko-duńska piosenkarka
- 7 stycznia – Aloe Blacc, amerykański piosenkarz, raper i muzyk
- 8 stycznia – David Civera, hiszpański piosenkarz
- 14 stycznia – Soprano, właśc. Saïd M’Roubaba, francuski raper
- 16 stycznia
  - Aaliyah, amerykańska piosenkarka i aktorka (zm. 2001)
  - Rashawn Ross, amerykański trębacz i aranżer
- 19 stycznia – Wiley, właśc. Richard Cowie, australijski raper i producent muzyczny
- 20 stycznia – Will Young, brytyjski piosenkarz i autor tekstów
- 21 stycznia – Inul Daratista, właśc. Ainur Rokhimah, indonezyjska piosenkarka dangdut
- 24 stycznia – Frida Öhrn, szwedzka piosenkarka, wokalistka zespołu Oh Laura
- 26 stycznia – Beata Przybytek, polska wokalistka jazzowa, pianistka, kompozytorka
- 30 stycznia – Paulla, właśc. Paulina Ignasiak, polska piosenkarka
- 6 lutego
  - Dan Bălan, mołdawski piosenkarz, autor tekstów, kompozytor i producent muzyczny
  - Tomasz Struszczyk, polski piosenkarz rockowego zespołu Turbo
- 7 lutego – Aleksander Mendyk, gitarzysta polskiego zespołu Acid Drinkers (zm. 2008)
- 9 lutego – Marcin Lamch, polski kontrabasista jazzowy, basista, kompozytor, aranżer, producent
- 10 lutego – Jacek Kulesza, polski muzyk rockowy; gitarzysta, wokalista, autor tekstów
- 11 lutego – Brandy, amerykańska aktorka i piosenkarka, zdobywczyni nagrody Grammy dla wokalistki R&B
- 15 lutego – Małgorzata Podzielny, polska dyrygentka chórów
- 17 lutego – Bear McCreary, amerykański muzyk i kompozytor muzyki filmowej
- 19 lutego – Vitas, właśc. Witalij Władasowicz Graczow, ukraiński piosenkarz, kompozytor, aktor i projektant mody
- 20 lutego – Marcin Siegieńczuk, polski piosenkarz muzyki disco polo, kompozytor i autor tekstów
- 21 lutego
  - Jennifer Love Hewitt, amerykańska aktorka, producentka filmowa i piosenkarka
  - Shane Gibson, amerykański gitarzysta rockowy, muzyk zespołu Korn (zm. 2014)
- 26 lutego
  - Corinne Bailey Rae, brytyjska piosenkarka soul
  - Traxamillion, właśc. Sultan Banks, amerykański producent muzyczny gatunku hip-hop (zm. 2022)
- 27 lutego – Roman Jońca, polski pianista, kompozytor, aranżer, realizator nagrań i producent muzyczny
- 28 lutego
  - Wojciech Łuszczykiewicz, polski piosenkarz, gitarzysta, kompozytor, autor tekstów i dziennikarz, lider zespołu Video
  - Sander van Doorn, holenderski DJ i producent muzyczny
- 8 marca – Heidi Parviainen, fińska wokalistka heavymetalowa i śpiewaczka operowa (sopran liryczny)
- 11 marca
  - Benji Madden, amerykański gitarzysta i wokalista zespołu Good Charlotte
  - Joel Madden, amerykański wokalista zespołu Good Charlotte
- 15 marca – Liisa Mariko Pajalahti, fińska wokalistka zespołu Kwan
- 16 marca
  - Piotr Kupicha, polski wokalista, gitarzysta, kompozytor, tekściarz i aranżer zespołu poprockowego Feel
  - Leena Peisa, fińska keyboardzistka i piosenkarka
- 18 marca – Adam Levine, amerykański wokalista i gitarzysta zespołu Maroon 5
- 19 marca
  - Dziun, właśc. Magdalena Ciećka, polska piosenkarka i modelka
  - Bartek Królik, polski muzyk, piosenkarz, kompozytor, producent muzyczny, aranżer, basista i wiolonczelista
  - Marcin Markowicz, polski skrzypek i kompozytor
- 24 marca – Jostein Hasselgård, norweski piosenkarz
- 26 marca – Hiromi Uehara, japońska kompozytorka i pianistka jazzowa
- 30 marca
  - Norah Jones, amerykańska piosenkarka i pianistka
  - Simon Webbe, brytyjski piosenkarz, członek zespołu Blue
- 2 kwietnia
  - Andreas Kleerup, szwedzki piosenkarz, producent muzyczny i perkusista
  - Jesse Carmichael, amerykański klawiszowiec zespołu Maroon 5
- 5 kwietnia – Imany, właśc. Nadia Mladjao, francuska piosenkarka i była modelka
- 8 kwietnia – Alexi Laiho, fiński wokalista i gitarzysta solowy zespołu Children of Bodom
- 9 kwietnia – Albina Dżanabajewa, rosyjska piosenkarka i aktorka
- 12 kwietnia – Czesław Mozil, polski piosenkarz, kompozytor i muzyk
- 15 kwietnia – Agnieszka Marucha, polska skrzypaczka dr hab. sztuk muzycznych
- 17 kwietnia – Máiréad Nesbitt, irlandzka skrzypaczka wykonująca muzykę klasyczną i celtycką
- 18 kwietnia – Giusy Ferreri, włoska piosenkarka i autorka tekstów
- 20 kwietnia
  - Karolina Cicha, polska piosenkarka, aktorka, kompozytorka i akordeonistka
  - Jussi Hautamäki, fiński skoczek narciarski i basista zespołu The Kroisos
- 22 kwietnia – Artur Chamski, polski aktor i piosenkarz
- 23 kwietnia – Lauri Ylönen, fiński wokalista zespołu The Rasmus
- 29 kwietnia – Jo O’Meara, brytyjska piosenkarka i aktorka
- 1 maja – Pauli Rantasalmi, fiński gitarzysta zespołu The Rasmus
- 2 maja – Sławomir Kupczak, polski kompozytor i skrzypek, wykonawca muzyki współczesnej
- 4 maja
  - Pauline Croze, francuska piosenkarka
  - Mieze Katz, niemiecka wokalistka zespołu Mia
- 6 maja – Geeno Smith, niemiecki piosenkarz, DJ i producent muzyczny
- 7 maja – See Siang Wong, chińsko-holenderski pianista
- 13 maja – Michael Madden, amerykański basista zespołu Maroon 5
- 14 maja – Danjulo Ishizaka, niemiecki wiolonczelista pochodzenia japońskiego
- 15 maja – Dominic Scott, irlandzki gitarzysta rockowy
- 17 maja – Kristóf Baráti, węgierski skrzypek
- 18 maja
  - Hubert Gasiul, polski perkusista rockowy
  - Błagoj Nacoski, macedoński śpiewak operowy (tenor)
- 19 maja – DJ Karas, rosyjski DJ i producent muzyczny, członek duetu Filatov & Karas
- 21 maja – Patrycja Wódz, polska aktorka musicalowa, piosenkarka i tancerka
- 25 maja – Miłosz Wośko, polski pianista, klawiszowiec, kompozytor, aranżer, producent muzyczny, kierownik muzyczny, dyrygent, autor tekstów
- 27 maja – Ania Brachaczek, polska piosenkarka, autorka tekstów, kompozytorka, muzyk i instrumentalistka, wokalistka zespołu BiFF
- 29 maja – Stefan Gąsieniec, polski kompozytor i pianista jazzowy
- 31 maja – Karolina Piątkowska-Nowicka, polska skrzypaczka i pedagog
- 5 czerwca – Peter Wentz, amerykański basista i kompozytor, muzyk zespołu rockowego Fall Out Boy
- 8 czerwca – Arto Järvinen, fiński gitarzysta i wokalista zespołu Teräsbetoni
- 12 czerwca
  - Amandine Bourgeois, francuska piosenkarka
  - Elwira Ślązak, polska artystka, perkusistka i marimbafonistka
- 16 czerwca – Emmanuel Moire, francuski wokalista
- 21 czerwca – Fiora Cutler, australijska piosenkarka, autorka tekstów, producentka muzyczna i kompozytorka
- 26 czerwca
  - Ryan Tedder, amerykański wokalista zespołu OneRepublic, autor tekstów, kompozytor i producent muzyczny
  - Nathan Followill, amerykański perkusista zespołu Kings of Leon
- 28 czerwca – Tim McCord, amerykański gitarzysta basowy
- 29 czerwca – Michał Kowalonek, polski piosenkarz i muzyk zespołu Myslovitz
- 2 lipca – Nick Lloyd Webber, angielski kompozytor i producent nagrań; syn kompozytora Andrew Webbera (zm. 2023)
- 5 lipca – Shane Filan, irlandzki piosenkarz
- 7 lipca – Shane Yellowbird, kanadyjski piosenkarz country (zm. 2022)
- 9 lipca – Patrice Bart-Williams, niemiecki piosenkarz i autor tekstów
- 11 lipca – Wrethov, szwedzki piosenkarz
- 13 lipca – Ladyhawke, właśc. Phillipa Brown, nowozelandzka piosenkarka, autorka tekstów i multiinstrumentalistka
- 21 lipca – David Stypka, czeski wokalista i gitarzysta (zm. 2021)
- 24 lipca – Stat Quo, właśc. Stanley Benton, amerykański raper
- 28 lipca – Birgitta Haukdal, islandzka piosenkarka
- 3 sierpnia – Maria Haukaas Mittet, norweska piosenkarka, kompozytorka i aktorka
- 7 sierpnia
  - Gangsta Boo, właśc. Lola Mitchell, amerykańska raperka, członkini zespołu Three 6 Mafia (zm. 2023)
  - Adrian Robak, polski muzyk i kompozytor muzyki poważnej
  - Toby z Monachium, wł. Tobias Thalhammer, niemiecki wykonawca disco-polo
- 11 sierpnia – Daniel Patalas, polski gitarzysta rockowy, muzyk zespołu Lombard
- 16 sierpnia – Xindl X, właśc. Ondřej Ládek, czeski piosenkarz i autor tekstów
- 18 sierpnia – Michał Burzymowski, polski gitarzysta basowy
- 19 sierpnia – Stefano Terrazzino, włoski tancerz, aktor, piosenkarz i prezenter telewizyjny
- 20 sierpnia – Jamie Cullum, brytyjski jazzman
- 21 sierpnia – Kelis, amerykańska piosenkarka i autorka tekstów
- 23 sierpnia – Mulan Jameela, właśc. Raden Terry Tantri Wulansari, indonezyjska piosenkarka i polityk
- 29 sierpnia – Style of Eye, szwedzki DJ, producent muzyczny i autor tekstów, członek zespołu Galantis
- 31 sierpnia – Karoliina Kallio, fińska piosenkarka i aktorka, wokalistka zespołu Waldo’s People
- 2 września – Tere, właśc. Theresia Ebenna Ezeria Pardede, indonezyjska piosenkarka
- 7 września – Owen Pallett, kanadyjski skrzypek i piosenkarz
- 8 września – Pink, właśc. Alecia Beth Moore, amerykańska piosenkarka i autorka tekstów
- 10 września – Jacob Young, amerykański aktor telewizyjny i piosenkarz
- 13 września
  - Geike Arnaert, belgijska piosenkarka
  - Małgorzata Walentynowicz, polska pianistka, pedagog
- 16 września
  - Flo Rida, właśc. Tramar Dillard, amerykański raper i autor tekstów
  - Artur Rozmysłowicz, polski altowiolista
- 21 września – Maija Kovaļevska, łotewska śpiewaczka operowa (sopran koloraturowy)
- 22 września – Emilie Autumn, amerykańska piosenkarka, poetka i skrzypaczka
- 25 września – Tadeusz Szlenkier, polski śpiewak solista operowy (tenor)
- 27 września – Gabriel Fleszar, polski gitarzysta, piosenkarz i aktor
- 29 września
  - Gaitana, właśc. Gaita-Lurdes Essami, ukraińska piosenkarka i autorka tekstów
  - Fabrizio Pennisi, włoski muzyk i piosenkarz pop
- 1 października – Senhit, włoska piosenkarka
- 2 października – Maja Ivarsson, szwedzka piosenkarka, autorka tekstów i liderka zespołu The Sounds
- 3 października
  - Danny O’Donoghue, irlandzki piosenkarz, autor tekstów i klawiszowiec zespołu The Script
  - Jerzy Grzechnik, polski piosenkarz i aktor
  - Josh Klinghoffer, amerykański gitarzysta zespołu Red Hot Chili Peppers
- 5 października – Piotr Cugowski, polski wokalista grupy Bracia
- 9 października
  - Csézy, właśc. Erzsébet Csézi, węgierska piosenkarka
  - Bartosz Łęczycki, polski harmonijkarz, członek zespołu J.J. Band, muzyk sesyjny
  - DJ Rashad, amerykański didżej, producent muzyczny (zm. 2014)
- 10 października – Mýa, właśc. Mýa Marie Harrison, amerykańska piosenkarka R&B i popowa, tancerka, aktorka, modelka i producentka
- 11 października – Gabe Saporta, amerykański muzyk rockowy, lider i wokalista zespołu Cobra Starship
- 12 października
  - Jordan Pundik, amerykański wokalista rockowy
  - Monika Dryl, polska aktorka i piosenkarka
- 14 października – Marcus Paus, norweski kompozytor
- 17 października – Marcela Bovio, meksykańska piosenkarka i skrzypaczka
- 18 października – Ne-Yo, właśc. Shaffer Chimere Smith, amerykański piosenkarz R&B i kompozytor
- 19 października – Lei Jai, chińska sopranistka
- 22 października – Natalia Barbu, mołdawska piosenkarka i skrzypaczka
- 24 października – Ewelina Flinta, polska piosenkarka
- 27 października – Tom Hugo, norweski piosenkarz, autor tekstów i muzyk
- 28 października – Aki Hakala, fiński perkusista zespołu The Rasmus
- 4 listopada – Joanna Marcinkowska, polska pianistka i kameralistka, pedagog
- 6 listopada – Gerli Padar, estońska piosenkarka
- 7 listopada
  - Marcin Kindla, polski piosenkarz, autor tekstów i multiinstrumentalista
  - Otep Shamaya, amerykańska piosenkarka rockowa
- 8 listopada – Jeffrey Sutorius, holenderski DJ i producent muzyczny, członek trance'owej grupy Dash Berlin
- 12 listopada – Kristīne Opolais, łotewska sopranistka
- 21 listopada – Chen Sa, chińska pianistka
- 22 listopada – Agata Kielar-Długosz, polska flecistka
- 27 listopada
  - Hilary Hahn, amerykańska skrzypaczka
  - Eero Heinonen, fiński gitarzysta zespołu The Rasmus
- 28 listopada – Chamillionaire, właśc. Hakeem Seriki, amerykański raper
- 29 listopada – The Game, właśc. Jayceon Taylor, amerykański raper
- 7 grudnia – Sara Bareilles, amerykańska wokalistka, autorka tekstów, kompozytorka i pianistka
- 9 grudnia – King Orgasmus One, właśc. Manuel Romeike, niemiecki raper i producent filmów pornograficznych
- 11 grudnia
  - Ras G, amerykański muzyk, producent nagrań (zm. 2019)
  - Ebow Graham, brytyjski raper (zm. 2020)
  - Michał Kobojek, polski saksofonista i klarnecista jazzowy
- 14 grudnia – Anthony Galindo, wenezuelski piosenkarz i model (zm. 2020)
- 16 grudnia – Mihai Trăistariu, rumuński wokalista
- 17 grudnia – Ryan Key, amerykański muzyk, gitarzysta i wokalista poppunkowej formacji Yellowcard
- 21 grudnia – Patrycja Markowska, polska piosenkarka
- 22 grudnia – Liam Wilson, amerykański muzyk rockowy, kompozytor i basista, członek grupy The Dillinger Escape Plan
- 26 grudnia – Mana, fiński perkusista zespołu Lordi
- 28 grudnia – Senna Guemmour, niemiecka piosenkarka girlsbandu Monrose
- 30 grudnia
  - Bob Bryar, amerykański perkusista, członek zespołu My Chemical Romance (zm. 2024)
  - Tommy Clufetos, amerykański perkusista rockowy
- 31 grudnia – Andrij Chływniuk, ukraiński muzyk, wokalista i autor tekstów grupy Boombox

## Zmarli
- 1 stycznia – Margerita Trombini-Kazuro, polska pianistka, klawesynistka, pedagog muzyczny (ur. 1891)
- 5 stycznia – Charles Mingus, amerykański kontrabasista jazzowy, kompozytor, dyrygent i pianista (ur. 1922)
- 6 stycznia – Zbigniew Turski, polski kompozytor i dyrygent (ur. 1908)
- 9 stycznia – Józef Chwedczuk, polski organista i pedagog (ur. 1902)
- 13 stycznia
  - Marian Demar-Mikuszewski, polski śpiewak operowy i operetkowy (tenor) (ur. 1897)
  - Marjorie Lawrence, australijska śpiewaczka operowa (sopran) (ur. 1907)
- 31 stycznia
  - Grant Green, amerykański gitarzysta i kompozytor jazzowy (ur. 1935)
  - Olga Olgina, polska śpiewaczka operowa (sopran koloraturowy), pedagog, propagator kultury muzycznej (ur. 1904)
- 2 lutego – Sid Vicious, brytyjski wokalista, gitarzysta basowy i autor piosenek; w latach 1977–1978 członek grupy punkrockowej Sex Pistols (ur. 1957)
- 15 lutego – Zbigniew Seifert, polski skrzypek jazzowy (ur. 1946)
- 7 marca – Klaus Egge, norweski kompozytor (ur. 1906)
- 11 marca – Gerhard Stolze, niemiecki śpiewak operowy (tenor) (ur. 1926)
- 16 marca – Czesław Lewicki, polski pedagog, kompozytor i dyrygent (ur. 1906)
- 17 marca
  - Kristaq Antoniu, albański aktor i śpiewak operowy (ur. 1907)
  - Giacomo Lauri-Volpi, włoski śpiewak operowy (tenor) (ur. 1892)
- 22 marca – Walter Legge, brytyjski producent muzyki poważnej i impresario (ur. 1906)
- 23 marca – Antoni Szafranek, polski skrzypek, dyrygent i pedagog (ur. 1909)
- 25 marca – Anton Heiller, austriacki kompozytor, organista i pedagog (ur. 1923)
- 10 kwietnia – Nino Rota, włoski kompozytor muzyki filmowej (ur. 1911)
- 15 kwietnia – Maria Caniglia, włoska śpiewaczka operowa (sopran) (ur. 1905)
- 19 kwietnia – Erich Böhlke, niemiecki dyrygent, kompozytor i pianista (ur. 1895)
- 28 kwietnia – Feliks Łabuński, polski pianista i kompozytor (ur. 1892)
- 1 maja – Bronisław Gimpel, polsko-amerykański skrzypek i pedagog muzyczny żydowskiego pochodzenia (ur. 1911)
- 3 czerwca – Maria Cieślak-Łastowiecka, polska muzykolog, redaktorka Polskiego Radia, autorka książek dla dzieci (ur. 1933)
- 21 czerwca – Angus MacLise, amerykański perkusista, kompozytor, mistyk, szaman, poeta, okultysta i kaligraf; pierwszy perkusista zespołu The Velvet Underground (ur. 1938)
- 25 czerwca – Ewa Bandrowska-Turska, polska śpiewaczka operowa (sopran) (ur. 1894)
- 28 czerwca – Paul Dessau, niemiecki kompozytor i dyrygent (ur. 1894)
- 3 lipca – Louis Durey, francuski kompozytor (ur. 1888)
- 10 lipca – Arthur Fiedler, amerykański dyrygent (ur. 1894)
- 12 lipca – Minnie Riperton, amerykańska piosenkarka soulowa (ur. 1947)
- 24 lipca – Edward Stachura, polski poeta, pisarz, pieśniarz (ur. 1937)
- 16 sierpnia – Jerzy Jurandot, polski poeta, dramaturg, satyryk i autor tekstów piosenek (ur. 1911)
- 25 sierpnia – Stan Kenton, amerykański pianista jazzowy (ur. 1911)
- 27 sierpnia – Bolesław Szabelski, polski kompozytor, organista i pedagog (ur. 1896)
- 9 września – Ali-Naghi Waziri, irański muzyk, kompozytor i muzykolog, wirtuoz gry na tarze, dyrektor Konserwatorium Muzycznego Iranu (ur. 1887)
- 10 września – Stanisław Ludkewycz, ukraiński kompozytor, muzykolog, pedagog, badacz folkloru (ur. 1879)
- 17 września
  - Miloslav Kabeláč, czeski kompozytor i dyrygent (ur. 1908)
  - Peter Lagger, szwajcarski śpiewak operowy (bas) (ur. 1930)
- 24 września – Michelangelo Abbado, włoski skrzypek, dyrygent i pedagog (ur. 1900)
- 25 września – Tapio Rautavaara, fiński lekkoatleta, oszczepnik. Mistrz olimpijski z Londynu (1948); piosenkarz i aktor (ur. 1915)
- 27 września – Gracie Fields, angielska piosenkarka i aktorka komediowa (ur. 1898)
- 29 września – Iwan Wyszniegradski, rosyjski kompozytor i teoretyk muzyki (ur. 1893)
- 1 października – Roy Harris, amerykański kompozytor muzyki poważnej (ur. 1898)
- 7 października – Jerzy Petersburski, polski kompozytor muzyki popularnej (ur. 1895)
- 10 października – Paul Paray, francuski dyrygent, organista i kompozytor (ur. 1886)
- 13 października – Rebecca Clarke, brytyjska kompozytorka muzyki poważnej i altowiolistka (ur. 1886)
- 17 października – Pierre Bernac, właśc. Pierre Bertin, francuski śpiewak (baryton) (ur. 1899)
- 22 października – Nadia Boulanger, francuska kompozytorka, pedagog, dyrygent, pianistka (ur. 1887)
- 27 października – Germaine Lubin, francuska śpiewaczka operowa (sopran) (ur. 1890)
- 11 listopada – Dimitri Tiomkin, amerykański kompozytor i pianista pochodzenia żydowskiego (ur. 1894)
- 17 listopada – Roman Ryterband, amerykański kompozytor, dyrygent i pianista pochodzenia polsko-żydowskiego (ur. 1914)
- 14 grudnia – Engelbert Mulorz, polski organista, pianista, dyrygent, chórmistrz (ur. 1889)
- 30 grudnia – Richard Rodgers, amerykański kompozytor (ur. 1902)

## Albumy

### polskie
- Irlandzki tancerz – 2 plus 1
- ZOL – Breakout
- Na brzegu światła – Budka Suflera
- The Best of – Czerwone Gitary
- The Best of Niemen – Czesław Niemen
- Pieśni Marka Grechuty do słów Tadeusza Nowaka – Marek Grechuta
- Edward Hulewicz – Edward Hulewicz
- Zawsze gdzieś czeka ktoś – Anna Jantar
- Muzyka Młodej Generacji – Kombi, Krzak, Exodus
- Cyrk nocą – Maryla Rodowicz
- Rezerwat miłości – Skaldowie
- Gwiazda nad Tobą – Lidia Stanisławska

### zagraniczne
- Greatest Hits Vol. 2 – ABBA
- Voulez-Vous – ABBA
- Highway to Hell – AC/DC
- Accept – Accept
- Winter Songs – Art Bears
- In the Heat of the Night – Pat Benatar
- Lodger – David Bowie
- Recent Songs – Leonard Cohen (27 września)
- The Cars – The Cars
- London Calling – The Clash (2-płytowy zestaw)
- Three Imaginary Boys – The Cure
- Communiqué – Dire Straits
- Bob Dylan at Budokan – Bob Dylan
- Slow Train Coming – Bob Dylan
- The Long Run – The Eagles
- Discovery – Electric Light Orchestra
- Tusk – Fleetwood Mac
- George Harrison – George Harrison
- The Essential Jimi Hendrix Volume Two – Jimi Hendrix
- Off the Wall – Michael Jackson
- 52nd Street – Billy Joel
- Unknown Pleasures – Joy Division
- Unleashed in the East – Judas Priest
- Low Budget – The Kinks
- Dynasty – KISS
- In Through the Out Door – Led Zeppelin
- One Step Beyond... – Madness
- Live Rust – Neil Young and Crazy Horse
- Rust Never Sleeps – Neil Young and Crazy Horse
- Platinum – Mike Oldfield
- Laminar Flow – Roy Orbison
- Back to the Egg – Paul McCartney and Wings
- The Wall – Pink Floyd
- Reggatta de Blanc – The Police
- Live Killers – Queen
- Night Owl – Gerry Rafferty
- Down to Earth – Rainbow
- The Raven – The Stranglers
- Wet – Barbra Streisand
- Bad Girls – Donna Summer
- On the Radio – Donna Summer
- Breakfast in America – Supertramp
- Fear of Music – Talking Heads
- Damn the Torpedoes – Tom Petty and the Heartbreakers
- Van Halen II – Van Halen
- Joe’s Garage Act 1 – Frank Zappa
- Sheik Yerbouti – Frank Zappa

## Muzyka poważna

### Kompozycje
- Lukas Foss – Quintets, Round a Common Centre, With Music Strong
- Julian Gembalski – msza na głos z organami Złożę na Pańskim stole[1]
- Wojciech Kilar – poemat symfoniczny Siwa mgła

### Opera
- 1 lipca – premiera opery Awantura w Recco Macieja Małeckiego (libretto: Wojciech Młynarski, reżyseria: Kazimierz Dejmek), Teatr Wielki w Warszawie[2]

## Musicale
- Evita (muzyka: Andrew Lloyd Webber tekst: Tim Rice) – 25 września premiera na Broadwayu, 1567 wystawień.

## Nagrody
- Konkurs Piosenki Eurowizji 1979
  - „Hallelujah”, Gali Atari & Milk and Honey